# Götschetal
Götschetal er en kommune i Saalekreis i den tyske delstat Sachsen-Anhalt og administrationsby i Verwaltungsgemeinschaft Götschetal-Petersberg.
Kommunen blev dannet 1. Juli 2006 ved en sammenlægning af kommunerne Wallwitz, Gutenberg, Nehlitz, Sennewitz og Teicha. Kommunen administration ligger i Wallwitz.
Götschetal ligger cirka 20 km nord for Halle (Saale) ved foden af Petersberges.

## Trafik
Kommunen ligger øst for Bundesstraße 6 fra Halle (Saale) til Könnern. Bundesautobahn 14, der går fra Leipzig til Magdeburg går gennem kommunen mellem Wallwitz og Teicha.